# (10310) Delacroix
Pour les articles homonymes, voir Delacroix.
(10310) Delacroix est un astéroïde de la ceinture principale. Il a été découvert le 16 août 1990 par l'astronome belge Eric Walter Elst à l'observatoire européen austral.